# Intégrale de Selberg
En mathématiques, l'intégrale de Selberg est une généralisation de la fonction bêta d'Euler à n dimensions introduite par Atle Selberg en 1944.

## Formule intégrale de Selberg
(Selberg 1944) démontre que si {\displaystyle \mathrm {Re} (\alpha )>0,\mathrm {Re} (\beta )>0,\mathrm {Re} (\gamma )>-\min \left({\frac {1}{n}},{\frac {\mathrm {Re} (\alpha )}{n-1}},{\frac {\mathrm {Re} (\beta )}{n-1}}\right)}, alors
{\displaystyle {\begin{aligned}S_{n}(\alpha ,\beta ,\gamma )&=\int _{0}^{1}\cdots \int _{0}^{1}\prod _{i=1}^{n}t_{i}^{\alpha -1}(1-t_{i})^{\beta -1}\prod _{1\leq i<j\leq n}|t_{i}-t_{j}|^{2\gamma }\,\mathrm {d} t_{1}\cdots \mathrm {d} t_{n}\\&=\prod _{j=0}^{n-1}{\frac {\Gamma (\alpha +j\gamma )\Gamma (\beta +j\gamma )\Gamma (1+(j+1)\gamma )}{\Gamma (\alpha +\beta +(n+j-1)\gamma )\Gamma (1+\gamma )}}.\end{aligned}}}
La formule de Selberg implique l'identité de Dixon pour les séries hypergéométriques bien équilibrées et certains cas particuliers de la conjecture de Dyson.

## Formule intégrale d'Aomoto
(Aomoto 1987) a démontré une formule intégrale légèrement plus générale :
{\displaystyle \int _{0}^{1}\cdots \int _{0}^{1}\left(\prod _{i=1}^{k}t_{i}\right)\prod _{i=1}^{n}t_{i}^{\alpha -1}(1-t_{i})^{\beta -1}\prod _{1\leq i<j\leq n}|t_{i}-t_{j}|^{2\gamma }\,\mathrm {d} t_{1}\cdots \mathrm {d} t_{n}}
{\displaystyle =S_{n}(\alpha ,\beta ,\gamma )\prod _{j=1}^{k}{\frac {\alpha +(n-j)\gamma }{\alpha +\beta +(2n-j-1)\gamma }}.}

## Intégrale de Mehta
L'intégrale de Mehta, introduite par Madan Lal Mehta, est
{\displaystyle {\frac {1}{(2\pi )^{n/2}}}\int _{-\infty }^{\infty }\cdots \int _{-\infty }^{\infty }\prod _{i=1}^{n}e^{-t_{i}^{2}/2}\prod _{1\leq i<j\leq n}|t_{i}-t_{j}|^{2\gamma }\,\mathrm {d} t_{1}\cdots \mathrm {d} t_{n}.}
C'est la fonction de partition pour un gaz de charges ponctuelles qui se déplacent sur une droite et sont attirées vers l'origine (Mehta 2004). Sa valeur peut être déduite de celle de l'intégrale de Selberg, c'est
{\displaystyle \prod _{j=1}^{n}{\frac {\Gamma (1+j\gamma )}{\Gamma (1+\gamma )}}.}
Cela a été conjecturé par (Mehta et Dyson 1963), qui n'étaient pas au courant des travaux antérieurs de Selberg.

## Intégrale de Macdonald
(Macdonald 1982) a proposé l'extension suivante de l'intégrale de Mehta pour tous les systèmes de racines finis. L'intégrale originale de Mehta correspond au système de racines An-1. Il s'agit de 
{\displaystyle {\frac {1}{(2\pi )^{n/2}}}\int \cdots \int \left|\prod _{r}{\frac {2(x,r)}{(r,r)}}\right|^{\gamma }e^{-(x_{1}^{2}+\cdots +x_{n}^{2})/2}\mathrm {d} x_{1}\cdots \mathrm {d} x_{n}=\prod _{j=1}^{n}{\frac {\Gamma (1+d_{j}\gamma )}{\Gamma (1+\gamma )}}.}
Le produit porte sur les racines r du système de racines et les nombres dj sont les degrés des générateurs de l'anneau des invariants du groupe de réflexion associé. (Opdam 1989) a donné une preuve uniforme pour tous les groupes de réflexion cristallographiques. Plusieurs années plus tard, il l'a prouvée en toute généralité ((Opdam 1993)), à l'aide de calculs assistés par ordinateur par Garvan.